# Lennard-Jonesov potencial
Lennard-Jonesov potenciál [lénard-džóunsov ~] je v fiziki potencial, ki fenomenološko opisuje silo med atomi ali molekulami. Ima dva člena: privlačnega, ki pada s šesto potenco razdalje med atomoma in opisuje van der Waalsovo silo, ter odbojnega, ki pada z dvanajsto potenco razdalje med atomoma in opisuje medsebojni odboj atomov, ki se, kadar sta tako blizu skupaj, da se njuni elektronski ovojnici delno prekrivata, zaradi Paulijevega izključitvenega načela odbijata:
{\displaystyle V(r)=4\varepsilon \left[\left({\frac {\sigma }{r}}\right)^{12}-\left({\frac {\sigma }{r}}\right)^{6}\right]\!\,.}
Pozitivna parametra {\displaystyle \epsilon \!\,} in {\displaystyle \sigma \!\,} sta fenomenološka parametra Lennard-Jonesovega potenciala; prvi približno opisuje »globino« potencialne jame, drugi pa radij atomov, če bi se jih ponazorilo s trdimi kroglicami. Njuni vrednosti za vodo sta σ = 0,316 nm in ε = 0,650 kJ/mol.
Krajevna odvisnost r-6 v odbojnem delu je izbrana povsem praktično zaradi lažjega računanja; fizikalno bi bila ustreznejša eksponentna odvisnost. Lennard-Jonesov potencial razmeroma dobro opisuje razmere v snoveh, v katerih prevladujejo van der Waalsove sile, npr. v utekočinjenih žlahtnih plinih. V drugih snoveh so ustreznejši drugi opisi, npr. Stockmayerjev potencial.
Lennard-Jonesov potencial ima minimum pri razdalji:
{\displaystyle r=2^{1/6}\sigma \!\,.}
Ta razdalja je znana tudi kot van der Waalsov polmer atoma.
Potencial nosi ime po angleškem matematiku Johnu Edwardu Lennard-Jonesu, ki je to obliko medmolekulske sile predlagal leta 1925.